# Andrea Bosic
Andrea Bosic, né Ignazio Andrej Božič le 15 août 1919 à Gomilško, dans la banlieue de Maribor (royaume des Serbes, Croates et Slovènes, maintenant en Slovénie), et mort le 8 janvier 2012 à Bologne, est un acteur italien d'origine slovène.

## Biographie
Andrea Bosic est apparu dans 52 films entre 1951 et 1985, principalement dans des westerns spaghettis. Il a joué avec des acteurs comme John Phillip Law, Giuliano Gemma, Lee Van Cleef et Ivan Rassimov.

## Filmographie partielle
- 1953 : Deux Nuits avec Cléopâtre
- 1961 : Le Glaive du conquérant
- 1961 : Romulus et Rémus
- 1962 : Le Tyran de Syracuse
- 1962 : Maciste en enfer de Riccardo Freda
- 1963 : L'Aigle de Florence
- 1963 : Sandokan, le tigre de Bornéo d'Umberto Lenzi
- 1963 : Vénus impériale
- 1964 : Les Pirates de Malaisie
- 1964 : Le Pont des Soupirs (Il Ponte dei sospiri) de Carlo Campogalliani et Piero Pierotti
- 1965 : Agamennone (téléfilm)
- 1966 : Kriminal d'Umberto Lenzi
- 1967 : Le Dernier Jour de la colère
- 1967 : Furie au Missouri (I giorni della violenza) de Alfonso Brescia
- 1967 : Le Retour de Kriminal (Il marchio di Kriminal) de Fernando Cerchio
- 1967 : Qui êtes-vous inspecteur Chandler ?
- 1968 : Danger : Diabolik ! de Mario Bava
- 1968 : Clayton l'Implacable (Lo voglio morto) de Paolo Bianchini
- 1968 : Autour de lui que des cadavres (Pagò cara su muerte) de León Klimovsky
- 1968 : Quinze Potences pour un salopard (Quindici forche per un assassino) de Nunzio Malasomma : Andrew Ferguson
- 1969 : Pas de pitié pour les héros (Hora cero: Operación Rommel) de León Klimovsky : Agamennon Gibbs
- 1971 : On m'appelle Alléluia (Testa t'ammazzo, croce... sei morto - Mi chiamano Alleluja) de Giuliano Carnimeo : Krantz
- 1976 : Mesdames et messieurs, bonsoir (Signore e signori, buonanotte) de Leonardo Benvenuti, Luigi Comencini, Piero De Bernardi, Agenore Incrocci, Nanni Loy, Ruggero Maccari, Luigi Magni, Mario Monicelli, Ugo Pirro, Furio Scarpelli et Ettore Scola
- 1977 : La Grande Bataille d'Umberto Lenzi[1] : Mimis Parnat